# 汉邯郸故城
汉邯郸故城或称汉代邯郸城、汉邯郸城，是位于今河北邯郸市两汉时期赵国首府的主城区。城区面积13.6平方公里，人口有四五十万人，比战国时期赵国国都时期还多。

## 背景
西汉建立后，刘邦重新建立赵国，封张耳为赵王，定都邯郸，重建邯郸城。前198年，刘邦封其子刘如意为赵王，邯郸为刘氏赵国治所，属当时冀州。前154年“七国之乱”爆发，赵王刘遵参加叛乱，周亚夫平叛攻入邯郸，赵王自杀，随后汉景帝废除赵国，设置邯郸郡，但是经过战火洗礼的邯郸城遭到了严重破坏，残破不堪。西汉时期的邯郸凭借地理位置和原有的城市基础优势社会经济得到迅速的恢复与发展，到西汉后期便跻身当时全国“五大都城”之列，仅次于长安、洛阳的中国第三位经济中心。

## 布局

### 新旧城区
秦灭赵和秦汉之际，邯郸城都遭到严重的破坏，西汉初年，除了战国赵王宫城外，建筑规模恢宏的邯郸城基本上是在战国城池“大北城”遗址基础上恢复发展而来，有旧城区和新城区之分。旧城区是汉代通过在战国时期修建的“大北城”基础上，经过整修继续沿用的旧城。新城区是汉景帝时期“七国之乱”后在原城址严重缩小的背景下另筑的新城。以今邯郸市人民路为界，路以北为两汉赵王宫殿区（包括官苑），路以南为居民生活区以及工商业区。

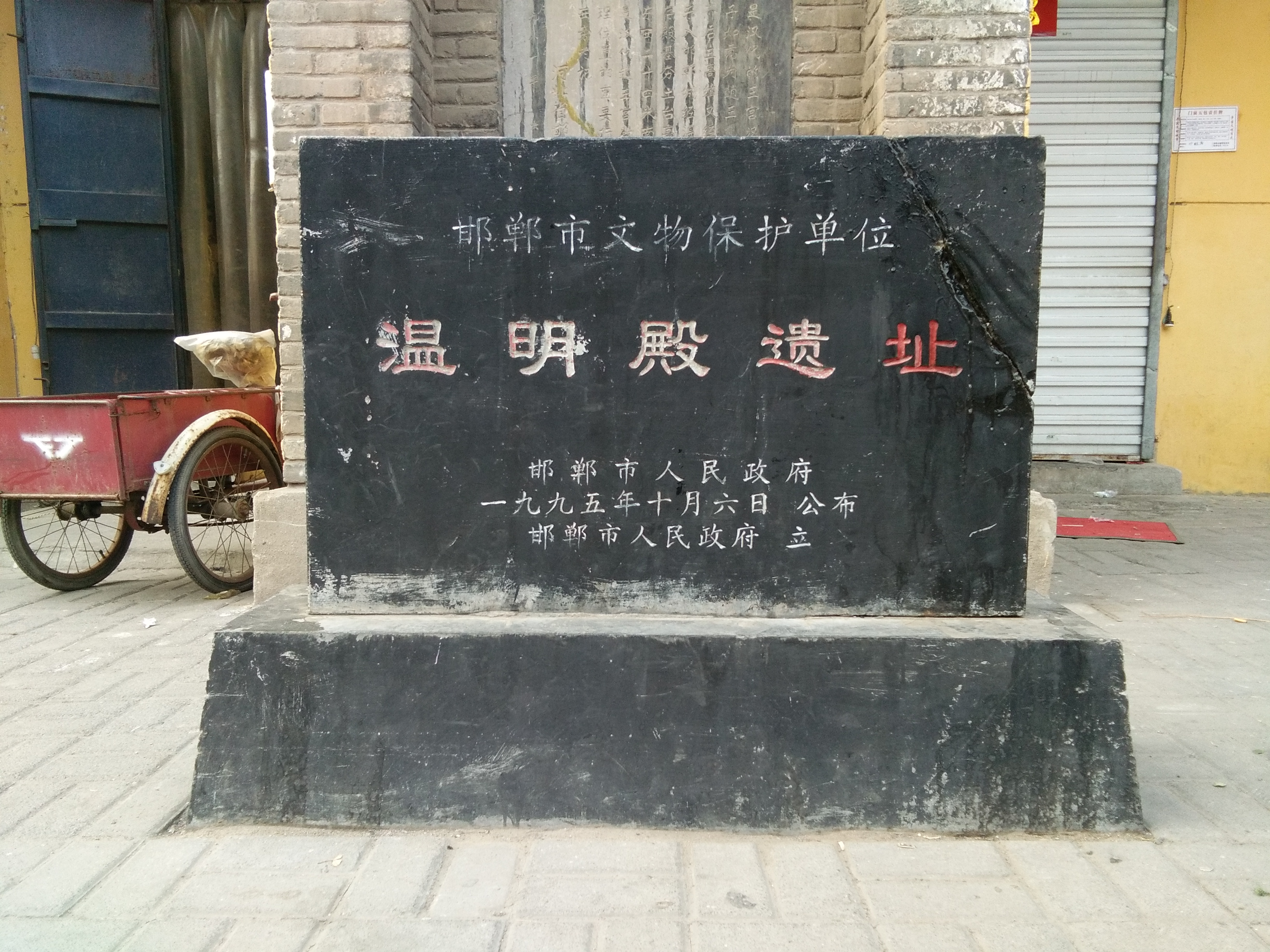
汉代赵王离宫的主要宫殿之一温明殿

### 赵王离宫
此时的赵王离宫或王室贵胄住宅区和官署区，位于今邯郸市的北部地区，坐落于沁河冲积扇上，现在仍有“铸箭炉”、“皇姑庙”、“梳妆楼”、“插箭岭”等遗址。在这些遗址中考古发现了大量的汉代和战国时期的遗物。赵王宫城区还包括温明殿，根据《后汉书》记载，西汉末年刘秀击败王朗后占据邯郸，曾住在“邯郸宫”，而邯郸宫就是西汉赵王宫城，温明殿就是其中的建筑之一，唐代李贤注称“汉赵王如意之殿也，故基在洺州邯郸县内”。也可以说明，唐朝时期温明殿故基还可以辨别。根据考古勘探，温明殿的具体位置应在今丛台之西的蔚庄西北角，西距“梳妆楼”约560米，现在的土台基南北长25米，东西宽21米，台高2.1米，与汉代文化层相连，其中就有不少汉代遗物，证明传说的温明殿确是汉代赵王宫城的建筑之一，后因为修路，被夷平。

### 宫苑
宫苑为王室休闲娱乐的场所，主要在丛台附近。根据现在的考古发现，丛台应该为汉代赵王宫城的宫苑中心地带，丛台最早见于记载的是《汉书·高后纪》，从这也可以证明丛台属于赵王宫城的一部分，世传为赵国赵武灵王所建造不一定有根据，但是《水经注》所记载“六国时赵王之台”确是可信。1963年邯郸发大水，使丛台部分建筑倒塌，现在夯土层中混杂有战国时代的豆把和陶片可为证据。关于丛台的作用，后人传为赵武灵王欣赏歌舞观看军事操练，而到了汉代则是赵王的娱乐场所，而吕后时期的关于丛台那场“灾”，即为火灾，可以说明当时丛台上有大量木制结构建筑，而且火灾的发生在当时被当成一件大事而写进史书里，更能说明丛台是当时有名的高大建筑。丛台上还有“雪洞”、“天桥”等建筑，西汉末年刘秀攻占邯郸，曾邀请谢永、马武等登上丛台，饮酒作乐。从这里也可以看出丛台仍是娱乐游玩之地，因为同娱乐有关，所以在丛台附近有苑林。唐朝邯郸诗人刘言史曾作诗：“旧业丛台废苑东”。说明丛台附近为废苑，这个废苑应该是赵王宫苑。南朝梁任昉也记载说“邯郸有故宫基存焉，中有赵王之果园”，这可能说的是丛台所在的宫苑。
“丛台”、“温明殿”、“梳妆楼”三外，除了文献记载或者文物可证明为汉代建筑外，丛台和温明殿之间也出土了大量不属于民间的汉代遗物，例如：卷云纹瓦当等、都可以证明赵王宫城包括宫苑都在邯郸城北部。

### 墓葬区
在邯郸城外南郊和西郊地区是汉代赵国的王室墓葬区。根据考古发现，墓葬区东起今滏阳河，西到陈家岗村。在东西七公里的狭长地带，现存有封土大墓二十余座，无封土的地下古墓也很多。1964年，在赵王城南发掘了一座，1970年到1973年在南郊张庄桥村北发掘了两座，均为东汉时期的墓葬，但是该墓葬被严重盗毁，但后两座仍然出土不少比较稀有的鎏金大爵尊及数万枚五铢钱和一部分鎏金的铜缕玉衣衣片。还有在城西部和南部十五公里以内还有五十五座大型古墓，1975年在这里发掘了两座石拱汉墓，根据出土文物判定，应该是汉代贵族墓。
根据史书记载的《西汉赵国系表》来看，西汉在邯郸称王的有13人，而埋葬在邯郸的只有9人，东汉时期埋葬在邯郸的有7人，所以一共有16位王爵的古人埋葬在汉代邯郸城，如果在加上这些人的家眷和老小，其贵族墓也在七八十座左右，与现存的汉墓遗址相当。

### 城区基础设施
根据现有的考古发现，汉代邯郸城城区内道路纵横交错、交通发达，有较为完善的排水设施。也有了鹅卵石铺路，道路面分为上下两层，而且路基堆积很厚，可以推断道路沿用时间很久，并出土了“千秋万岁”和“大泉五十”等汉代遗物，并发现有大型基石和瓦片。鹅卵石路面的发现，不仅流展示出汉代城市道路设施基本面貌，也填补了汉代城市道路修筑结构考古的空白。

## 经济与文化
汉代邯郸城的手工业、商业和冶铁铸造发达，有“冶铁都”、“富冠海内，天下名都”之称，而赵地邯郸也逐渐形成独具风韵的民俗和文化艺术特色。

## 被毁
西汉末年，刘秀起兵后攻占邯郸，对邯郸城内进行报复性地屠杀和洗劫，使这座百年名都毁于兵燹，汉代邯郸城从“五大都城”之一变为一个普通的县城，从此一蹶不振。到了东汉末年，袁绍占据河北建立邺城，取代邯郸城，邺城逐渐兴盛，遂成为冀州治，汉代邯郸城逐步埋于黄土之下。